# Marknadsföring: teori, strategi och praktik
Marknadsföring: teori, strategi och praktik är en bok från 2013 av Philip Kotler, Gary Armstrong och Anders Parment, som handlar om marknadsföring. År 2017 utkom den andra upplagan av boken. Bokens andra upplaga består av fjorton kapitel och är baserad på den trettonde utgåvan av den engelska boken från 2009 vid namn Principles of Marketing: Global Edition.

## Bokens disposition (andra upplagan)[5]
1. Vad är marknadsföring? – Bokens första kapitel går igenom ett antal fallstudier (case) om olika företag och inleder med att prata om vad marknadsföring är. Först kapitlet går bland annat även igenom marknadsföringsprocessen, marknadsföringskoncepten, customer relationship management (CRM), partner relationship management (PRM) samt det nya marknadsföringslandskapet idag.
2. Marknadsföringsstrategi – Kapitel två går bland annat igenom strategisk planering, Boston-matrisen, Affärsportfölj, Produkt-/marknadsexpansionsmodellen, marknadsföringsstrategi där segmentering, targeting, differentiering och positionering ingår, marknadsföringsmix och SWOT-analys.
3. Omvärldsanalys – Kapitel tre behandlar bland annat marknadsomgivningen där mikromiljö och makromiljö ingår, den demografiska-, ekonomiska-, ekologiska-, teknologiska- och kulturella omvärlden samt Engels lag.
4. Marknadsinformation och marknadsundersökningar – Kapitel fyra handlar bland annat om marknadsinformation, omvärldsbevakning, marknadsundersökningar där sekundär- och primärdata ingår och customer relationship management (CRM).
5. Konsumentmarknader och konsumentbeteende
6. Industriella marknader och industriellt köpbeteende
7. Segmentering, differentiering och positionering
8. Varumärken
9. Produkt
10. Prissättning
11. Marknadskanaler
12. Marknadskommunikation
13. Konkurrensfördelar
14. Grön marknadsföring och hållbara tillvägagångssätt på globala marknader

## Utgåvor
- Kotler, Philip; Armstrong, Gary & Parment, Anders (2013). Marknadsföring: teori, strategi och praktik (1). Harlow: Pearson. Libris 13746584. ISBN 9780273736004
- Kotler, Philip; Armstrong, Gary & Parment, Anders (2017). Marknadsföring: teori, strategi och praktik (2). Harlow: Pearson. Libris 21151652. ISBN 9781292211138